# Seznam osmanských velkovezírů
Osmanský velkovezír (turecky: Vezir-i Azam nebo Sadr-ı Azam, osmanskou turečtinou: صدر اعظم nebo وزیر اعظم) byl de facto premiér sloužící sultánovi. Měl absolutní moc a v podstatě byl jediným člověkem, který směl jednat jménem sultána a to až do roku 1908. Byl držitelem úřední pečeti a spolu s ostatními vezíry řešil státní záležitosti na říšské radě.

## Historie
Krátce po vzniku Osmanské říše existoval pouze titul vezíra. Prvním oficiálním velkovezírem se stal Çandarlı Kara Halil Hayreddin, u kterého byl pojem "velkovezír" poprvé použit. Tento post vznikl na nátlak ostatních vezírů na sultána a to i pro ujasnění, kdo je sultánovým rádcem. Během historie říše se oslovení pro velkovezíra měnilo, s tím i rozsah jeho pravomocí. Post by se dal přirovnat k premiérovi.
V pozdějších periodách Osmanské říše, hlavně během 19. století, se z pozice velkovezíra stal ekvivalent k premiérovi v evropských státech. Reformy během a po Tanzimatu, První konstituční éry a Druhé konstituční éry se dostal post velkovezíra na evropský standard a díky tomu vznikly i pozice ministrů v každém kabinetu. Během dvou konstitučních období vykonával velkovezír i pozici mluvčího senátu, vrchní komory osmanského parlamentu. Po vzniku Turecké republiky v roce 1923 funkci velkovezíra nahradil turecký premiér.
Velkovezíři byli často vyměňování nebo rezignovali po velkém úspěchu, který často vedl k politické nestabilitě. V poslední 10 letech existence říše se na postu velkovezíru celkem třináctkrát mezi 12 muži. Někteří, jako např. Ahmed Izzet Paša a Salih Hulusi Paša nebyli ve funkci ani jeden měsíc.